# С начала времён (Остаться в живых)
С начала времён (англ. Ab Aeterno) — девятая серия шестого сезона и сто двенадцатая серия в общем счёте телесериала «Остаться в живых». Центральным персонажем серии стал Ричард. Премьера в США состоялась 23 марта 2010 года на канале ABC. В России была показана на Первом канале 28 марта 2010 года. Впервые в сезоне серия содержит не альтернативную временную линию, а более традиционные флешбэки, которые объединены в единый блок (как в сериях «Знакомьтесь — Кевин Джонсон» и «Жизнь и смерть Джереми Бентама»). Из-за большого количества событий, которые должны были уместиться в серии, время показа было увеличено на 6 минут.

## Сюжет
После событий серии «Dr. Linus» Илана объясняет группе, оставшейся с ней на пляже, что Джек Шепард, Сун Квон и Хьюго Рейес являются кандидатами на замену Джейкоба — человека, ответственного за Остров и недавно убитого. Когда она утверждает, что Ричард Алперт знает, что делать дальше, флешбэк о её встрече с Джейкобом в российской больнице подтверждает это. Ричард, который ищет смерти после убийства Джейкоба, говорит, что он не знает, что им теперь делать, и покидает лагерь. Серия перетекает в непрерывный флешбэк о жизни Ричарда.
В 1867 году Ричард, тогда известный под именем Рикардо, живёт на Тенерифе с тяжело больной женой Изабеллой. Он направляется к врачу, чтобы получить лекарства, но врач отказывается принимать скромный платёж Рикардо, и тогда Рикардо случайно убивает его, когда они борются за лекарство. Рикардо возвращается домой, где находит уже умершую жену, и подвергается аресту. В тюрьме его посетил священник, который узнал, что Рикардо может говорить на английском, и сообщил ему, что завтра он будет повешен. Священник, однако, берёт взятку и позволяет Рикардо отправиться в качестве раба в Новый Свет на борту корабля «Чёрная скала». По пути корабль попадает в шторм и, столкнувшись с четырёхпалой статуей и разрушив её, оказывается в центре Острова.
Когда люди на борту корабля начинают приходить в себя, появляется дымовой монстр и убивает всех, кроме Рикардо. Он остаётся в кандалах, и его посещает видение Изабеллы, которое монстр также убивает. Человек в чёрном — человеческий облик монстра — освобождает Рикардо от оков и объясняет, что они находятся в аду и что Рикардо должен убить Джейкоба, которого он называет дьяволом. Джейкоб легко останавливает Рикардо, который считает, что он мёртв. После этого Джейкоб убеждает его в обратном, пытаясь утопить Рикардо; он поясняет, что Остров — как пробка: он сдерживает распространение зла по миру. Он также предлагает Рикардо работу в качестве своего представителя, общающегося с людьми на Острове. В свою очередь, Джейкоб дарует Рикардо бессмертие, так как не в состоянии выполнить его другие просьбы - воскресить Изабеллу из мёртвых или избавить Рикардо от его грехов.
В наше время Ричард приходит на место на Острове, где он закопал крестик своей жены, кричит, что он изменил своё мнение и готов помочь Человеку в чёрном. Хёрли, который может общаться с мёртвыми, приходит туда и выступает в качестве посредника между Изабеллой и Ричардом. Она объясняет, что Ричард не должен помогать Человеку в чёрном. Изабелла говорит, что Ричард и другие выжившие не должны допустить, чтобы Человек в чёрном покинул Остров, иначе «все мы отправимся в ад».